# Bryant (Illinois)
Bryant – wieś w Stanach Zjednoczonych, w stanie Illinois, w hrabstwie Fulton.